# Kokorbé Fandou
Kokorbé Fandou (auch: Kokorbey Fando, Kokorbé Fondou, Kokorobé Fandou) ist ein Dorf in der Landgemeinde Tagazar in Niger.

## Geographie
Das von einem traditionellen Ortsvorsteher (chef traditionnel) geleitete Dorf befindet sich rund 37 Kilometer westlich des Hauptorts Balleyara der Landgemeinde Tagazar und des Departements Balleyara, das zur Region Tillabéri gehört. Zu weiteren Siedlungen in der Umgebung von Kokorbé Fandou zählen Samari und Kouara Tégui im Nordwesten, Talifanta Béri im Norden, Fandou Béri im Nordosten, Fandou Mayaki im Osten, Winditane im Südosten sowie Ouratondi im Südwesten.
Es herrscht das Klima der Sahelzone vor, mit einer durchschnittlichen jährlichen Niederschlagsmenge zwischen 300 und 400 mm.

## Bevölkerung
Bei der Volkszählung 2012 hatte Kokorbé Fandou 622 Einwohner, die in 64 Haushalten lebten. Bei der Volkszählung 2001 betrug die Einwohnerzahl 621 in 72 Haushalten und bei der Volkszählung 1988 belief sich die Einwohnerzahl auf 1053 in 118 Haushalten.

## Wirtschaft und Infrastruktur
Viehzüchter nutzen die Gegend um Kokorbé Fandou für ihre Herden. Mit einem Centre de Santé Intégré (CSI) ist ein Gesundheitszentrum im Ort vorhanden. Es gibt eine Schule.